# أنس خطاب
أنس حسن خطاب (مواليد 1987 في جيرود، ريف دمشق) قائد عسكري سابق ورجل أمن وسياسي سوري يشغل منصب وزير الداخلية في حكومة أحمد الشرع منذ 29 آذار 2025. ترأس جهاز الاستخبارات العامة من 26 كانون الأول 2024 إلى 3 أيار 2025 حيث خلفه حسين السلامة.
شغل سابقًا منصب نائب قائد هيئة تحرير الشام تحت قيادة أحمد الشرع، كما تولّى رئاسة جهاز الأمن العام التابع للهيئة.

## النشأة والتعليم
وُلد أنس خطاب، المعروف أيضًا بلقب "أبو أحمد حدود"، في عام 1987 في بلدة جيرود، الواقعة في منطقة القلمون الشرقي بمحافظة ريف دمشق. درس الهندسة المعمارية في جامعة دمشق قبل أن يغادر سوريا إلى العراق في عام 2008. وتُشير التقارير إلى أن مغادرته كانت بهدف "القتال ضد الاحتلال الأمريكي" في تلك الفترة.

## المسيرة المهنية
انضم خطاب إلى فرع تنظيم القاعدة في سوريا جبهة النصرة (لاحقًا انشقت عن القاعدة و أعيد تشكيلها تحت مسمى هيئة تحرير الشام) في عام 2012، وترقى بسرعة في صفوفها. اشتهر بقدراته الإدارية و الأمنية، حيث لعب دورًا حاسمًا في تأمين سيطرة الهيئة على منطقة إدلب. وكان له دور رئيسي في تفكيك الفصائل الإسلامية المنافسة، بما في ذلك حراس الدين، من خلال اختراق صفوفها وتنفيذ عمليات دقيقة.
شغل خطاب عدة مناصب بارزة داخل هيئة تحرير الشام:
- المدير العام السابق لجبهة النصرة (فرع تنظيم القاعدة سابقا في سوريا).
- نائب أحمد الشرع (أبو محمد الجولاني).
- رئيس جهاز الأمن العام في هيئة تحرير الشام.
- رئيس أدارة الاستخبارات العامة في الحكومة المؤقتة في سوريا
- وزير الداخلية في الحكومة السورية الجديدة و هي الأولى بعد سقوط النظام السابق

بصفته رئيس جهاز الأمن العام، أشرف خطاب على جهود القضاء على الفصائل المتطرفة مثل تنظيم الدولة الإسلامية (داعش) في إدلب، مستخدمًا أساليب اختراق متطورة وتكتيكات استجابة سريعة. وقد نُسبت إليه قيادة عمليات حفظ الاستقرار النسبي في المناطق التي تسيطر عليها الهيئة.

## الحياة الشخصية
يتحدث خطاب عدة لغات، ويُعرف بتفضيله العمل خلف الكواليس. وعلى الرغم من مكانته البارزة، لم تُنشر له أي صور علنية حتى تعيينه في 26 ديسمبر 2024. يُلاحظ أن خلفيته المهنية في الهندسة المعمارية تختلف عن الدراسات السياسية والاقتصادية التي تبناها العديد من معاصريه في هيئة تحرير الشام.

## الجدل
واجه خطاب اتهامات بالتورط في اغتيال قادة فصائل جهادية منافسة من خلال ضربات جوية أمريكية بطائرات مسيّرة، وهي اتهامات غالبًا ما وُجهت إليه من فصائل مثل حراس الدين. كما صُنِّف كإرهابي من قبل الولايات المتحدة في عام 2012، ومن قبل الأمم المتحدة في عام 2014.